# Heliothela
Heliothela és un gènere d'arnes de la família Crambidae.

## Taxonomia
- Heliothela aterrima Turner, 1937
- Heliothela atra (Butler, 1877)
- Heliothela didymospila Turner, 1915
- Heliothela floricola Turner, 1913
- Heliothela nigralbata Leech, 1889
- Heliothela ophideresana (Walker, 1863)
- Heliothela oreias Turner, 1915
- Heliothela paracentra (Meyrick, 1887)
- Heliothela wulfeniana (Scopoli, 1763)

## Espècies antigues
- Heliothela cretostrigalis Caradja, 1925